# McDowell County (West Virginia)
McDowell County ist ein County im Bundesstaat West Virginia der Vereinigten Staaten. Der Verwaltungssitz (County Seat) ist Welch. Das U.S. Census Bureau hat bei der Volkszählung 2020 eine Einwohnerzahl von 19.111 ermittelt.

## Geographie
Das County liegt im Süden von West Virginia, grenzt an Virginia und hat eine Fläche von 1.385 Quadratkilometern ohne nennenswerte Wasserfläche. Es grenzt im Uhrzeigersinn an folgende Countys: Wyoming County, Mercer County, Tazewell County (Virginia) und Buchanan County (Virginia).

## Geschichte
McDowell County wurde am 20. Februar 1858 aus Teilen des Tazewell County in Virginia gebildet. Benannt wurde es nach James McDowell, einem Mitglied des US-Kongresses und Gouverneur von Virginia.
In der ersten Hälfte des 20. Jahrhunderts bildete der Kohlebergbau den wesentlichen Erwerbszweig im County, es galt als das förderstärkste der Vereinigten Staaten, der County Seat Welch bezeichnete sich als The Heart of the Nation's Coal Bin (etwa: Herzstück des Kohlenturms der Nation). Mit Beginn der 1950er Jahre wurde Kohle als Energielieferant zunehmend durch Öl ersetzt, der Bergbau mechanisiert. Umliegende Stahlhersteller fielen im Laufe der Zeit infolge eigener Schwierigkeiten als Abnehmer aus und viele Kohleminen mussten schließen. Die Bevölkerung, in der Spitze in den 1950er Jahren fast 100.000 Einwohner, verlor ihre Arbeitsplätze, verarmte zusehends und wanderte ab. Zum Zensus 2010 wurden nur noch 22.100 Einwohner registriert. Bereits John F. Kennedy erwähnte in einer Rede im Mai 1963 20–25 % langfristig arbeitslose Einwohner im County.

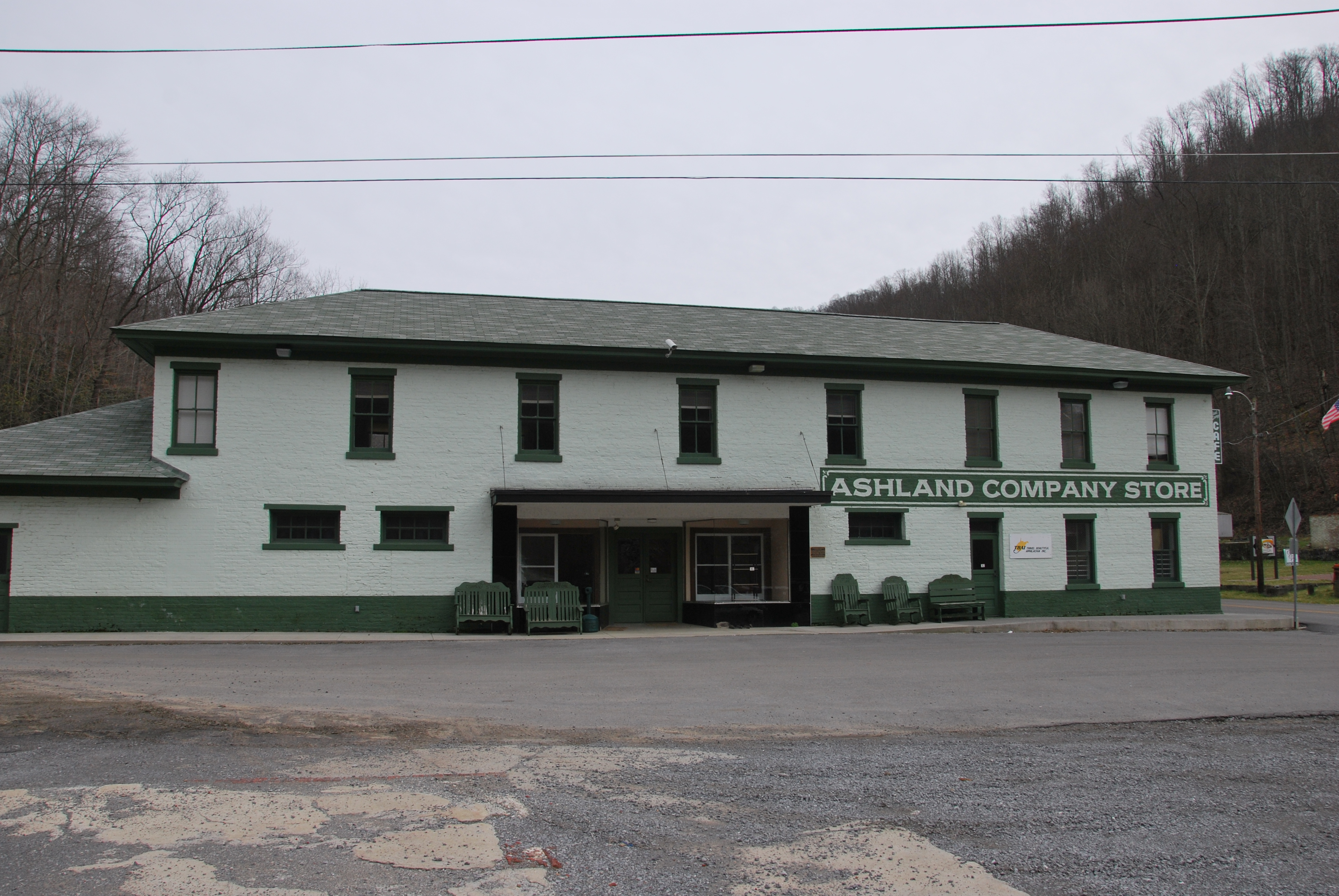
Der Ashland Company Store ist einer von 17 Einträgen des Countys im National Register of Historic Places.

17 Bauwerke und Stätten des Countys sind insgesamt im National Register of Historic Places eingetragen (Stand 11. März 2018).

## Demografische Daten

Alterspyramide des McDowell County

Nach der Volkszählung im Jahr 2000 lebten im McDowell County 27.329 Menschen in 11.169 Haushalten und 7.840 Familien. Die Bevölkerungsdichte betrug 20 Einwohner pro Quadratkilometer. Ethnisch betrachtet setzte sich die Bevölkerung zusammen aus 87,06 Prozent Weißen, 11,89 Prozent Afroamerikanern, 0,17 Prozent amerikanischen Ureinwohnern, 0,06 Prozent Asiaten, 0,01 Prozent Bewohnern aus dem pazifischen Inselraum und 0,07 Prozent aus anderen ethnischen Gruppen; 0,74 Prozent stammten von zwei oder mehr Ethnien ab. 0,48 Prozent der Bevölkerung waren spanischer oder lateinamerikanischer Abstammung.
Von den 11.169 Haushalten hatten 29,2 Prozent Kinder und Jugendliche unter 18 Jahre, die bei ihnen lebten. 51,1 Prozent waren verheiratete, zusammenlebende Paare, 14,9 Prozent waren allein erziehende Mütter, 29,8 Prozent waren keine Familien, 27,3 Prozent waren Singlehaushalte und in 13,1 Prozent lebten Menschen im Alter von 65 Jahren oder darüber. Die Durchschnittshaushaltsgröße betrug 2,42 und die durchschnittliche Familiengröße lag bei 2,92 Personen.
Auf das gesamte County bezogen setzte sich die Bevölkerung zusammen aus 23,2 Prozent Einwohnern unter 18 Jahren, 7,9 Prozent zwischen 18 und 24 Jahren, 26,8 Prozent zwischen 25 und 44 Jahren, 26,1 Prozent zwischen 45 und 64 Jahren und 16,1 Prozent waren 65 Jahre alt oder darüber. Das Durchschnittsalter betrug 40 Jahre. Auf 100 weibliche Personen kamen 90,4 männliche Personen. Auf 100 Frauen im Alter von 18 Jahren oder darüber kamen statistisch 86,2 Männer.
Das jährliche Durchschnittseinkommen eines Haushalts betrug 16.931 USD, das Durchschnittseinkommen der Familien betrug 20.496 USD. Männer hatten ein Durchschnittseinkommen von 25.994 USD, Frauen 18.685 USD. Das Prokopfeinkommen betrug 10.174 USD. 33,8 Prozent der Familien und 37,7 Prozent der Bevölkerung lebten unterhalb der Armutsgrenze. Davon waren 52,5 Prozent Kinder oder Jugendliche unter 18 Jahre und 21,6 Prozent waren Menschen über 65 Jahre.
Im Jahre 2010 hatten Männer im McDowell County eine durchschnittliche Lebenserwartung von nur 63,9 Jahren. Dies ist der niedrigste Wert unter allen Counties des gesamten Landes. Frauen erreichten eine Lebenserwartung von 72,9 Jahren. Im Jahr 2015 wies McDowell County mit 131 Drogentoten je 100.000 Einwohner den höchsten Wert aller Counties in dem von der Opioidkrise in den USA besonders stark betroffenen Bundesstaat West Virginia auf.

## Städte im McDowell County
| - Anawalt - Bradshaw - Davy - Gary - Iaeger | - Keystone - Kimball - Northfork - War - Welch |

## Hörfunksendungen
- Tom Noga: American Hollow – Wie Amerikas ärmste Gemeinde ums Überleben kämpft. BR / DLF, 21. September 2019.
- Tom Noga: McDowell County – Keine Kohle, keine Hoffnung. WDR 5, 14. Oktober 2015.
- Tom Noga: Armut in den USA – Abgehängt in West-Virginia. Bayern 2, 28. März 2015.
- Tom Noga: Abgehängt in West-Virginia. Über Menschen mit Visionen in der ärmsten Gemeinde der Vereinigten Staaten. Deutschlandradio Kultur, 7. Dezember 2014.